# Phare de l'île de la Tortue (pointe ouest)
Le phare ouest de l'île de la Tortue est un phare actif situé à l'extrémité ouest de l'île de la Tortue à Haïti, en mer des Caraïbes.

## Histoire
L'île de la Tortue est une île importante située au nord de la côte haïtienne. Connue sous le nom espagnol de Tortuga, elle était la base de pirates à l'apogée de la piraterie dans les Caraïbes. Elle fait partie de l'Arrondissement de Port-de-Paix.
La station de signalisation maritime a été établie en 1924. La lumière d'origine était décrite comme une "maison blanche" de 9 m et la seconde était une tour à base triangulaire à claire-voie blanche de 14 m.
Le phare actuel est situé à la pointe ouest de l'île. Accessible uniquement par bateau.
 

## Description
Ce phare  est une tour tronconique en maçonnerie, avec une galerie et une lanterne de 14 m de haut. La tour est peinte en bandes blanches et rouges et le dôme de la lanterne est rouge. Il émet, à une hauteur focale de 23,5 m, un rapide éclat blanc de 0.5 seconde. Sa portée n'est pas connue.
Identifiant : ARLHS : HAI-005 - Amirauté : J5412 - NGA : 110-14234.
|       |
| Haïti |

### Lien connexe
- Liste des phares d'Haïti